# ویکتور کلمپرر
ویکتور کلِمْپرِر (به آلمانی: Victor Klemperer)‏ (۹ اکتبر ۱۸۸۱ – ۱۱ فوریهٔ ۱۹۶۰) زبان‌شناس و لغت‌شناس آلمانی و عضو هیئت علمی دانشگاه هومبولت برلین بود. دفتر خاطرات او که پس از مرگش در سال ۱۹۹۵ در آلمان منتشر شد، جزئیات زندگی‌اش را در امپراتوری آلمان، جمهوری وایمار، رایش سوم فاشیستی و جمهوری دموکراتیک آلمان شرح می‌دهد.
او پسرعموی اتو کلمپرر، رهبر ارکستر و آهنگساز نامدار بود.